# Józef Golla
Józef Golla (ur. 5 lipca 1943 w Chorzowie, zm. 5 października 2019) – polski piłkarz występujący na pozycji obrońcy, związany głównie z ROW Rybnik, trener.

## Kariera piłkarska
Golla w sezonie 1964/65 był zawodnikiem Ruchu Chorzów, w którym zagrał w dwóch spotkaniach I ligi. W przerwie zimowej sezonu 1965/66 został zawodnikiem drugoligowego Hutnika Nowa Huta, w którego barwach przez 2,5 roku rozegrał 76 spotkań i zdobył pięć bramek.
W 1968 dołączył do beniaminka ekstraklasy, ROW Rybnik i barwy tego klubu reprezentował jako podstawowy zawodnik przez następnych dziewięć lat. Występował w meczach I ligi (1968–1969, 1970–1971, 1972–1977), II ligi (1969–1970, 1971–1972), Pucharu Polski, a także Pucharu Intertoto i Pucharu Ligi. Największym sukcesem był udział z klubową drużyną rezerw – pierwszy zespół odpadł w 1/8 rozgrywek – w finale Pucharu Polski 1974/75, w którym ROW II na stadionie Cracovii zremisował po dogrywce 0:0 ze Stalą Rzeszów, a następnie przegrał w serii rzutów karnych 2–3. Strzał Golli w serii jedenastek został obroniony przez bramkarza Henryka Jałochę.
Golla zakończył sportową karierę w 1977, po spadku Rybnika do II ligi. Kilka lat wcześniej miał odmówić selekcjonerowi reprezentacji Polski Kazimierzowi Górskiemu występu w drużynie narodowej z obawy o swój poziom. W ekstraklasie w Ruchu i Rybniku zagrał łącznie 158 razy, zdobył jedną bramkę.

## Statystyki ligowe
| Klub         | Sezon   | Liga    | Liga  | Liga   |
| Klub         | Sezon   | Liga    | Mecze | Bramki |
| ------------ | ------- | ------- | ----- | ------ |
| Ruch Chorzów | 1964/65 | I liga  | 2     | 0      |
| ROW Rybnik   | 1968/69 | I liga  | 7     | 0      |
| ROW Rybnik   | 1970/71 | I liga  | 24    | 0      |
| ROW Rybnik   | 1972/73 | I liga  | 23    | 0      |
| ROW Rybnik   | 1973/74 | I liga  | 23    | 0      |
| ROW Rybnik   | 1974/75 | I liga  | 27    | 1      |
| ROW Rybnik   | 1975/76 | I liga  | 30    | 0      |
| ROW Rybnik   | 1976/77 | I liga  | 22    | 0      |
| ROW Rybnik   | Ogólnie | Ogólnie | 156   | 1      |

## Kariera trenerska
Po zakończeniu kariery zawodniczej Golla podjął się pracy szkoleniowej. Prowadził drugoligowy ROW Rybnik, potem w sezonie 1983/84 trenował grającą na tym samym poziomie Koronę Kielce, z której został zwolniony w rundzie wiosennej. Na zapleczu ekstraklasy dwukrotnie prowadził też Naprzód 23 Rydułtowy (1992–1994 i 1998), który w sezonie jego drugiej kadencji w tym klubie spadł do III ligi (Golla prowadził zespół do września 1998).
Również dwukrotnie obejmował Górnika Pszów (pracował w nim w latach 90. XX wieku w III lidze oraz w zakończonej spadkiem z IV ligi rundzie wiosennej sezonu 2004/05), Concordię Knurów (za drugim razem, w 1999 zespół spadł z III ligi) i Unię Racibórz (w klasie okręgowej w sezonie 1999–2000, a następnie, po awansie w IV lidze do 2003 oraz jesienią 2005, przyczyniając się do spadku pół roku później). Obejmował też Czarnych Nowa Wieś, po raz kolejny Naprzód (sezon 2003/04), trzecioligowy GKS Jastrzębie (w trzech spotkaniach na początku zakończonego awansem sezonu 2006/07), a w sezonie 2008/09 razem z Jackiem Polakiem Rymer Rybnik w nominalnej IV lidze (piąty poziom), spadając do ligi okręgowej.

## Życie prywatne
Uczył się w szkole zawodowej, pracował następnie w chorzowskiej Hucie Batory. Miał córkę. Mieszkał w Rybniku w dzielnicy Chwałowice. Zmarł w wieku 76 lat. Wkrótce po jego śmierci dawni piłkarze ROW i Ruchu, Eugeniusz Lerch i Edward Lorens oraz były wiceprezes chorzowian Marcin Waszczuk zaapelowali do zwaśnionych kibiców obu klubów o zawarcie przy okazji zbliżającego się ligowego spotkania tych drużyn jednodniowego rozejmu dla uczczenia pamięci Golli. Jednak już kilka sekund po zakończeniu przedmeczowej minuty ciszy ku czci zmarłego obie strony zaczęły obrzucać się wulgaryzmami.

## Sukcesy
ROW Rybnik
- Puchar Polski Finał: 1974/1975[a]
- Puchar Intertoto Zwycięstwo[b]: 1973, 1975